# Vittorio Agnoletto
Vittorio Emanuele Agnoletto (Milano, 6 marzo 1958) è un politico, medico e attivista italiano.

## Biografia
Nato a Milano, è cugino dell'ex sindaco Giuliano Pisapia, figlio di sua zia Margherita Agnoletto. Dopo il liceo classico (il Berchet di Milano nel quale inizia l'attività politica nel collettivo del Pdup) si laurea nel 1985 in Medicina e Chirurgia all'Università degli Studi di Milano. Nel 1988 si specializza in Medicina del lavoro e inizia a lavorare come medico di fabbrica. Dal 1992 diventa presidente nazionale della LILA, alla fondazione della quale aveva partecipato nel 1987, rimanendovi in carica fino al 2001.
Nel 1992 diventa docente e direttore dei corsi di formazione sull'AIDS all'Istituto Superiore di Sanità a Roma. Tra il 1993 ed il 2001 è membro della Commissione Nazionale sull'AIDS presso il Ministero della Salute e membro della Commissione Nazionale di Coordinamento alla lotta alle droghe istituita presso la Presidenza del Consiglio dei ministri. Dal 1994 è membro della IAS (International AIDS Society) e della EATG (European AIDS Treatment Group), a cui parteciperà fino al 2000.
Nel 1999 collabora con la IOM in Bosnia per la realizzazione di progetti di prevenzione all'AIDS e alle droghe, mentre negli anni '90 coordina diversi progetti internazionali di ricerca sull'AIDS e sulle droghe. Dal 2000 al 2002 coordina in Sudafrica un progetto per la prevenzione della trasmissione materno fetale del virus HIV. È autore di decine di pubblicazioni scientifiche su riviste nazionali e internazionali, di cui quattro indicizzate.
Dal 2010 al 2012 è direttore culturale di "OLE - Otranto Legality Experience" il forum annuale internazionale su "Mafie, criminalità organizzata e globalizzazione finanziaria" organizzato da Flare (Freedom, Legality And Rights in Europe) gruppo nato dall'associazione Libera; nel 2012 è entrato nel board internazionale di Flare. Nello stesso periodo ha ricoperto il ruolo consulente per progetti sull'AIDS dell'INMP (Istituto Nazionale per la promozione della salute delle popolazioni Migranti e per il contrasto delle malattie della Povertà - Roma).

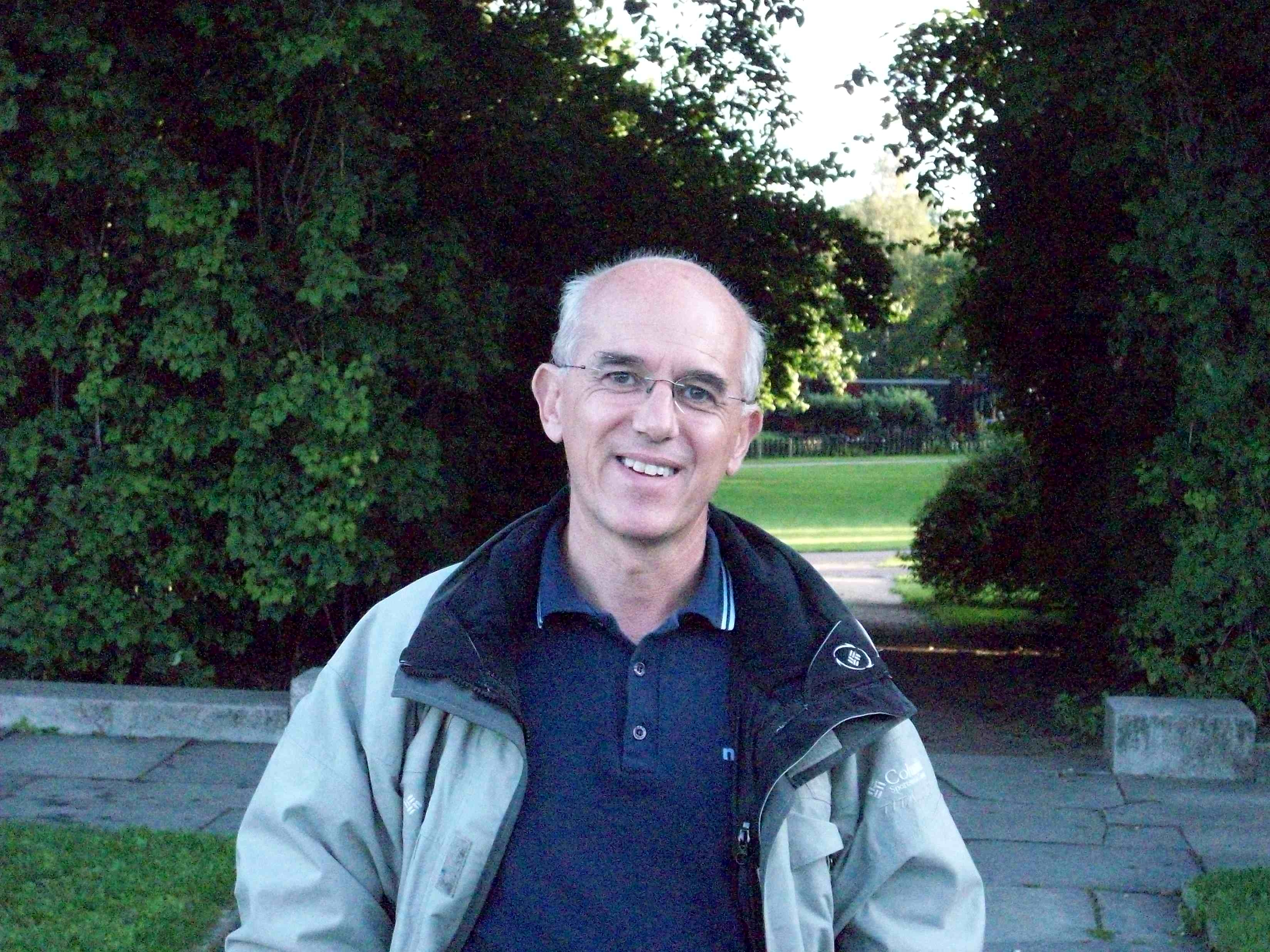
Vittorio Agnoletto

Noto in Italia come uno dei volti noti del movimento no-global, il movimento contro la globalizzazione liberista, insegna presso la facoltà di Scienze politiche dell'Università degli Studi di Milano; lavora inoltre come medico del lavoro e partecipa alle commissioni sull'invalidità dell'INPS e conduce la trasmissione radiofonica "37e2" a Radio Popolare sui temi della salute. Dal 2020 è direttore scientifico dell'"Osservatorio Coronavirus" fondato da Medicina Democratica in collaborazione con altre associazioni. Ha un blog su ilfattoquotidiano.it.
Nel 1994 è premiato come medico dell'anno da Stampa Medica. Nel 1997 la Lila, della quale era presidente nazionale, ha ottenuto la medaglia d’oro di riconoscenza della provincia di Milano.
La trasmissione “37e2”, della quale è autore e conduttore, nel 2016 si è classificata al 2º posto nel premio giornalistico Pietro Di Donato, sezione radio e televisione, per i servizi sulla salute nei luoghi di lavoro; nel 2020 ha ricevuto l'Attestato di Benemerenza Civica in occasione dell’Ambrogino d’oro dal Comune di Milano per il lavoro di informazione e denuncia svolta con l’ “Osservatorio Coronavirus” in occasione della pandemia da Coronavirus.

## Attività politica
Dal 1983 al 1989 è stato membro della segreteria nazionale di Democrazia Proletaria e nel 1990 viene eletto consigliere della provincia di Milano, dove resterà in carica fino al 1995. Nel luglio 2001, in occasione del vertice del G8 di Genova, è portavoce del "Genoa Social Forum"; in tale veste coordinò le manifestazioni contro il G8. Nel 2002 diventa membro del Consiglio Internazionale del Forum Sociale Mondiale (WSF) e nel 2004 è stato eletto europarlamentare come indipendente tra le file di Rifondazione Comunista, iscritto al gruppo della Sinistra Unitaria Europea/Sinistra Verde Nordica.
Al Parlamento europeo è stato membro della Commissione per gli Affari Esteri, della Commissione per il Commercio Internazionale, della Sottocommissione per i Diritti dell'Uomo, della Delegazione per le relazioni con gli Stati Uniti d'America e della Delegazione all'Assemblea parlamentare paritetica UE/ACP (Africa, Caraibi, Pacifico).
Nel 2009 Agnoletto si candida alle elezioni europee con la lista anticapitalista PRC-PdCI nelle circoscrizioni Nord Ovest e Sud totalizzando 34.416 preferenze, ma la lista non supera lo soglia di sbarramento prevista dalla legge elettorale.
Il 28 gennaio 2010 viene ufficializzata la sua candidatura alla presidenza della Regione Lombardia per la Federazione della Sinistra. Alle votazioni del marzo seguente ottiene il 2,4%, non riuscendo così ad entrare nel Consiglio Regionale lombardo. Nel 2015 fonda, insieme ad Emilio Molinari e Piero Basso, l'associazione "Costituzione Beni Comuni". Dal 2018 è membro del direttivo nazionale di Medicina Democratica.

## Opere
- Aids: aspetti storici, clinici, preventivi e sociali, Quaderni del Centro di Psicologia e Analisi Transazionale, n. 2, Agnoletto V., Edizioni Master, Padova, 1990
- La società dell'AIDS - la verità su politici, medici, volontari e multinazionali durante l'emergenza, Agnoletto V., Baldini&Castoldi, 2000
- Prima persone: le nostre ragioni contro questa globalizzazione, Agnoletto V., Laterza, Bari, 2003
- Politics and the future of the movement Anti-Capitalism. Where Now?, Agnoletto V., Albert M., Callinicos A., Genro L., George S.,Klein N., Hayes B., Purkayastha P. ed. Bookmarks Publications London, 2003
- La clausola diritti umani e democrazia nel quadro delle politiche commerciali della UE, Agnoletto V., Traorè A., Amin S., Miranda M., Onida V., George S., Cissokho M., Dierckxesens W., Salinari R., Tognoni G., Molinari E., ed. Cooperazione Italiana, Terre des hommes, Manitese, Puntorosso, 2007
- Con il cuore nei giorni di Genova, Davide Rossi, Alea Edizioni, 2007, Introduzione
- Costruire insicurezza per costruire consenso - Rom, un popolo – Diritti a esistere e deriva securitaria, Agnoletto V., Cuomo C., Jourdan L.,Vitale T., a cura di Erica Rodari, edizioni Punto Rosso, 2008
- Vittorio Agnoletto et al., AIDS & Mobility Guidebook in Europe, European Commission, Executive Agency for Health and Consumers, Ethno Medizinischen Zentrum e v. Hannover, 2010.
- Nel 2010 ha collaborato al volume collettivo Europa 2.0 Prospettive ed evoluzioni del sogno europeo, edito da Ombre corte, a cura di Nicola Vallinoto e Simone Vannuccini con un saggio su L'alleanza tra il Parlamento europeo e i movimenti, per l'avanzamento del processo di integrazione dell'Europa.
- L'eclisse della democrazia: le verità nascoste sul G8 2001 a Genova, Vittorio Agnoletto e Lorenzo Guadagnucci, Feltrinelli editore, 2011
- Aids. Lo scandalo del vaccino italiano, Vittorio Agnoletto e Carlo Gnetti, Feltrinelli editore, 2012[10]
- Vittorio Agnoletto e Alessandro Braga, Sanità in salute? – il libro bianco della sanità lombarda. Guida pratica per veder riconosciuti i propri diritti, 37e2 Radio Popolare, 2018.
- Senza Respiro. Un'inchiesta indipendente sulla pandemia Coronavirus, in Lombardia, Italia, Europa. Agnoletto V., Altreconomia 2020, prefazione di Lula, Luiz Inacio Lula da Silva presidente del Brasile dal 2003 al 2010.